# Barry Newman
Barry Foster Newman (Boston, 7 de novembro de 1930 — Nova Iorque, 11 de maio de 2023) foi um ator Estados Unidos. Seus trabalhos mais conhecidos são os personagens "Kowalski", papel principal do filme cult Corrida contra o Destino (The Vanishing Point), de 1971, e no papel-título da série de televisão Petrocelli, nos anos 1970, para o qual foi indicado para os prêmios Emmy e Globo de Ouro.

## Morte
Morreu em 11 de maio de 2023, mas só teve sua morte divulgada em 5 de junho de 2023 e sem a causa da morte.